# Hebron (Maryland)
Hebron és una població dels Estats Units a l'estat de Maryland. Segons el cens del 2000 tenia 807 habitants.

## Demografia
Segons el cens del 2000, Hebron tenia 807 habitants, 299 habitatges, i 229 famílies. La densitat de població era de 760 habitants/km².
Dels 299 habitatges en un 40,8% hi vivien nens de menys de 18 anys, en un 55,9% hi vivien parelles casades, en un 16,4% dones solteres, i en un 23,1% no eren unitats familiars. En el 18,7% dels habitatges hi vivien persones soles el 7,4% de les quals corresponia a persones de 65 anys o més que vivien soles. El nombre mitjà de persones vivint en cada habitatge era de 2,7 i el nombre mitjà de persones que vivien en cada família era de 3,01.
Per edats la població es repartia de la següent manera: un 30,5% tenia menys de 18 anys, un 8,4% entre 18 i 24, un 30,4% entre 25 i 44, un 20,1% de 45 a 60 i un 10,7% 65 anys o més.
L'edat mediana era de 32 anys. Per cada 100 dones de 18 o més anys hi havia 85,1 homes.
La renda mediana per habitatge era de 36.750 $ i la renda mediana per família de 40.694 $. Els homes tenien una renda mediana de 30.500 $ mentre que les dones 18.068 $. La renda per capita de la població era de 14.400 $. Entorn del 10,9% de les famílies i el 13,4% de la població estaven per davall del llindar de pobresa.

## Poblacions més properes
El següent diagrama mostra les poblacions més properes.